# NGC 391
NGC 391 est une galaxie lenticulaire située dans la constellation de la Baleine. NGC 391 a été découverte par l'astronome américain George Phillips Bond en 1853.

## Caractéristiques
Sa vitesse par rapport au fond diffus cosmologique est de 5 022 ± 23 km/s, ce qui correspond à une distance de Hubble de 74,1 ± 5,2 Mpc (∼242 millions d'al).
À ce jour, une mesure non basée sur le décalage vers le rouge (redshift) donne une distance d'environ 83,300 Mpc (∼272 millions d'al). Cette valeur est tout juste à l'extérieur des valeurs de la distance de Hubble.